# Sparnopolius cockerelli
Sparnopolius cockerelli är en tvåvingeart som först beskrevs av Hesse 1938.  Sparnopolius cockerelli ingår i släktet Sparnopolius och familjen svävflugor. Inga underarter finns listade i Catalogue of Life.